# قفل باز شده
قفل باز شده (انگلیسی: Unlocked; کره‌ای: 스마트폰을 떨어뜨렸을 뿐인데) فیلم دلهره‌آور روان‌شناختی محصول سال ۲۰۲۳ کره جنوبی به کارگردانی کیم ته جون و با بازی چون وو-هی، کیم هی-وان و ایم شی‌وان است. این فیلم در ۱۷ فوریه ۲۰۲۳ در نتفلیکس منتشر شد.

## بازیگران
- چون وو-هی در نقش لی نا می[۳]
- ایم شی‌وان در نقش اوه جون یونگ[۳]
- کیم هی-وان در نقش وو جی نام[۳]
- پارک هو سان در نقش لی سونگ وو[۴]
- کیم یه-وون در نقش جونگ اون جو[۵]
- اوه هیون کیونگ در نقش مدیر عامل اوه[۵]
- جون جین اوه در نقش کیم جونگ هو[۶]
- کیم جو-ریونگ در نقش اون می
- گیل هه-یون در نقش جه یون